# 伊藤龍平
伊藤 龍平（いとう りょうへい、1972年 - ）は、日本文学研究者、民俗学者。國學院大學文学部日本文学科教授。博士（文学）。専門は口承文芸、伝承文学。

## 略歴
北海道生まれ。國學院大學文学部卒業。國學院大學文学研究科博士課程前期修了。2003年、國學院大學大学院文学研究科博士課程後期修了。「近世俳諧説話の研究」で博士（文学）。台湾・南台科技大学助理教授。2021年より國學院大學文学部日本文学科准教授。

## 著書
- 『江戸の俳諧説話』翰林書房、2007年
- 『ツチノコの民俗学 妖怪から未確認動物へ』青弓社、2008年
- 『江戸幻獣博物誌 妖怪と未確認動物のはざまで』青弓社、2010年
- 『ネットロア ウェブ時代の「ハナシ」の伝承』青弓社、2016年
- 『何かが後をついてくる 妖怪感覚と身体』青弓社、2018年
- 『ヌシ 神か妖怪か』笠間書院、2021年

### 共編著・訳書
- 『現代台湾鬼譚 海を渡った「学校の怪談」』（謝佳静と共著）青弓社、2012年
- 『福島県田村郡 都路村説話集』（私家版）、2015年
- 『怪談おくのほそ道 現代語訳『芭蕉翁行脚怪談袋』国書刊行会、2016年
- 『恋する赤い糸 日本と台湾の縁結び信仰』（陳卉如との共著）三弥井書店、2019年

## 論文
- cinii